# Flughafen Varadero

i8
i11
i13
Der internationale Flughafen Varadero „Juan Gualberto Gómez“ (spanisch Aeropuerto Internacional „Juan Gualberto Gómez“, IATA-Code: VRA, ICAO-Code: MUVR) in der kubanischen Provinz Matanzas dient hauptsächlich dem Urlauberflugverkehr. Er ist nach dem Flughafen von Havanna der zweitwichtigste internationale Flughafen Kubas. Chartergesellschaften aus Kanada und Europa befördern den größten Anteil der Passagiere. Der Flughafen ist zur Abfertigung von maximal 2200 Fluggästen pro Stunde ausgestattet.
Lange Zeit wurde der Flughafen aus dem deutschsprachigen Raum mit Condor aus Wien, Frankfurt sowie Köln/Bonn angeflogen. Ab November 2015 auch Eurowings von Köln/Bonn nach Varadero. Ab 2018 wurde Edelweiss Air Varadero mit Zürich verbunden. Zwischenzeitlich zogen sich jedoch alle diese Fluggesellschaften von diesem Markt zurück. Zuletzt kündigte Condor an, Varadero ab dem Sommerflugplan 2025 nicht mehr bedienen zu wollen.